# Folcarde
Folcarde település Franciaországban, Haute-Garonne megyében. Lakosainak száma 117 fő (2022. január 1.). Folcarde Avignonet-Lauragais, Lux és Rieumajou községekkel határos.

## Népesség
A település népességének változása:
| Lakosok száma | 76   | 88   | 94   | 117  | 131  | 126  | 118  | 117  | 115  | 117  |
|               | 1968 | 1982 | 1990 | 2006 | 2013 | 2015 | 2017 | 2019 | 2020 | 2022 |